# Матюшин, Иван Дмитриевич
Иван Дмитриевич Матюшин (1877, с. Базево — 1937) — первый председатель военно-революционного комитета Таганрога, первый председатель завкома профсоюзов Таганрогского металлургического завода (1918), председатель Совета старост — руководитель Таганрогского металлургического завода (1918).
Проживал в Таганроге На улице Ленина во дворе за педагогическим университетом.
У Матюшина И.Д. было четыре сына, в 1933-34 г. троих осудили к высшей мере наказания за вооруженное ограбление Торгсина , а младшего Матюшина Виктора Ивановича который в то время был не совершеннолетним осудили к 15 годам лишения свободы.

## Биография
Родился в 1877 году в селе Базево Тамбовской губернии.
С 1901 по 1905 год служил на Балтийском флоте.
С 1907 по 1924 год работал на Таганрогском металлургическом заводе.
С 1924 по 1927 год работал на таганрогском заводе № 31 (ныне «ТАВИА»): председатель завкома профсоюзов, затем — председатель райкома Союза металлистов.
С 1927 по 1936 год — на руководящей и профсоюзной и хозяйственной работе.
Награждён платиновыми часами с грамотой и надписью «Стойкому защитнику пролетарской революции от Реввоенсовета СССР».
В 1937 году арестован и сослан.
Умер в заключении. Впоследствии реабилитирован.